# Снимки от стария албум
„Снимки от стария албум“ е български 5-сериен телевизионен игрален филм (детски) от 1981 година на режисьора Станко Петров, по сценарий на Иван Охридски и Станко Петров. Оператор е Христо Обрешков. Редактор е Христо Авксентиев, а художник Ана Денева.

## Серии
- 1. серия – „Гилзата“ – 26 минути
- 2. серия – „Има жестоки закони“- 25 минути
- 3. серия – „Учителят Тошков“ – 24 минути
- 4. серия – „Черепът“- 25 минути
- 5. серия – „Петият“ – 26 минути [1].

## Актьорски състав
| Изпълнител           | Роля                             |
| -------------------- | -------------------------------- |
| Кольо Дончев         | Борис Стаматов, археолога        |
| Асен Коцев           | малкия Валери                    |
| Александър Притуп    | Васил Несторов, дядото на Валери |
| Пенка Цицелкова      | Венета, майката на Валери        |
| Албена Чакърова      | Нели, приятелката на Валери      |
| Георги Кишкилов      |                                  |
| Александър Тончев    |                                  |
| Калоян Цанов         |                                  |
| Дора Златанова       |                                  |
| Цветана Гайдарджиева |                                  |
| Еделвайс Петрова     |                                  |
| Илия Чакъров         |                                  |